# 프라호바주

주 문장

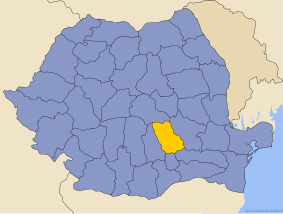
프라호바 주의 위치

프라호바주(루마니아어: Judeţul Prahova)는 루마니아 문테니아 지방에 위치한 주로, 주도는 플로이에슈티이며 면적은 4,716km2, 인구는 829,945명(2002년 기준), 인구 밀도는 176명/km2, ISO 3166-2 코드는 RO-PH이다. 동쪽으로는 부저우 주, 서쪽으로는 듬보비차 주, 북쪽으로는 브라쇼브 주, 남쪽으로는 이알로미차 주, 일포브 주와 접하며 2개 시와 12개 마을, 89개 지방 자치체를 관할한다.
전체 인구 가운데 97.74%는 루마니아인이고 그 외의 민족으로는 로마인이 있다. 최근에는 석유 산업과 화학 공업, 직물 산업 등의 발전으로 인해 인구가 증가하고 있으며 대표적인 관광지로 시나이아가 있다.